# Olrish Saurel
Olrish Saurel (né le 13 septembre 1985 à Cap-Haïtien en Haïti) est un footballeur haïtien. Il évolue au poste de défenseur au Don Bosco Football Club, club du championnat d'Haïti de football.

## Biographie

### En club
Olrish Saurel commence sa carrière avec le Mercure FC en 2004. Il passe au Don Bosco Football Club en 2007. En 2011, il est transféré au Chainat FC, mais revient au Don Bosco la même année.

### En équipe nationale
Saurel joue son premier match international en 2007. Il est sélectionné pour la Gold Cup cette année-là, mais il n'y joue aucun match. 
Il représente son pays lors des qualifications de la Coupe caribéenne des nations 2012, disputant six matchs. Son équipe se qualifie pour la compétition. Lors de la Coupe, il joue cinq matchs, toutes des titularisations.